# Amurinocellia
Genre
Amurinocellia est un genre d'insectes raphidioptères de la famille des Inocelliidae. 

## Systématique
Le genre a été créé en 1973 par le couple d'entomologistes autrichiens Horst (d) et Ulrike Aspöck (d).

## Distribution
Amurinocellia australis et Amurinocellia sinica se rencontrent en Chine,, tandis que Amurinocellia calida est également répandue en Chine mais aussi dans l'est de la Russie (Khabarovsk notamment) et dans toute la péninsule coréenne.

## Liste des espèces
Selon GBIF (29 juin 2022) :
- Amurinocellia australis X.-y.Liu et al., 2009
- Amurinocellia calida H.Aspöck & U.Aspöck, 1973
- Amurinocellia sinica X.-y.Liu et al., 2009